# Mana (antropología)
Mana es una palabra propia de las lenguas austronesias que significa "poder, efectividad, prestigio", y donde la mayoría de las veces se entiende al poder como de naturaleza sobrenatural. La semántica exacta depende del idioma. El concepto es muy importante en las culturas de Polinesia. Forma parte de la cultura de los isleños contemporáneos del Océano Pacífico. El término fue primero recogido en los informes y relatos de los misioneros que visitaron las islas. Su estudio ha sido incluido entre los temas de la antropología cultural, específicamente en la antropología de la religión. Se han encontrado conexiones entre el mismo y las fases primitivas de las religiones de occidente, inicialmente animismo luego pre-animismo.